# FK Riga
Le FK Riga est un ancien club letton de football basé à Riga. Le club est fondé en 1957 et dissout en 2008.

## Historique

### Histoire
L'équipe évolue à 10 reprises dans le championnat de Lettonie entre 1999 et 2008. Il obtient son meilleur classement en championnat lors de la saison 2007, où il se classe troisième, ce qui lui permet de participer à la Coupe Intertoto.

### Repères historiques
- 1999 : fondation du club sous le nom de FK Riga
- 1999 : 1re participation à une Coupe d'Europe (C3, saison 1999/2000)
- 2008 : dissolution du club

## Palmarès
- Coupe de Lettonie
  - Vainqueur : 1999